# Lavrînivți, Șepetivka
Lavrînivți (în ucraineană Лавринівці) este un sat în comuna Stari Beizîmî din raionul Șepetivka, regiunea Hmelnîțkîi, Ucraina.

## Demografie
Componența lingvistică a localității Lavrînivți
     Ucraineană (95,19%)
     Rusă (4,12%)
Conform recensământului din 2001, majoritatea populației localității Lavrînivți era vorbitoare de ucraineană (95,19%), existând în minoritate și vorbitori de rusă (4,12%).